# Gicuro
Gicuro är ett vattendrag i Burundi.   Det ligger i provinsen Cibitoke, i den nordvästra delen av landet, 60 kilometer norr om huvudstaden Bujumbura.
Omgivningarna runt Gicuro är en mosaik av jordbruksmark och naturlig växtlighet. Runt Gicuro är det tätbefolkat, med 308 invånare per kvadratkilometer.